# Imperio incaico

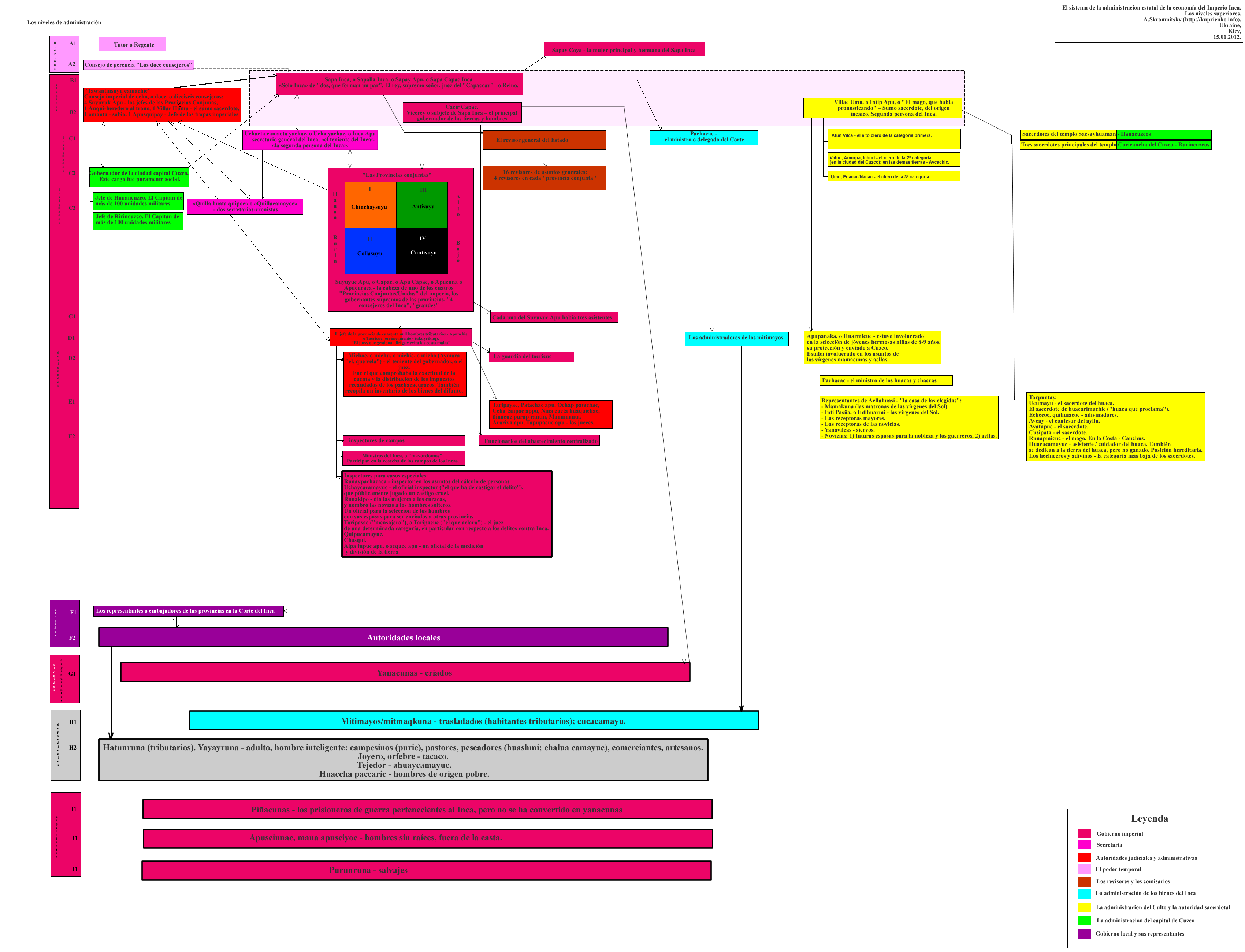
El sistema de la administración estatal de la economía del imperio incaico (reconstrucción de S. Kupriienko).

Expansión del imperio incaico.

El Imperio incaico, Imperio inca o Tahuantinsuyo (en quechua: Tawantinsuyu, de tawa 'cuatro', -ntin 'sufijo inclusivo', y suyu 'región', es decir, 'región de las cuatro [partes]') fue el imperio geográficamente más extenso de América precolombina. Su período de dominio es conocido como el incanato o incario. Surgió en los Andes peruanos entre los siglos XV y XVI, como consecuencia de la expansión del curacazgo del Cuzco, constituyendo la segunda etapa histórica y el momento de mayor apogeo de la civilización incaica. En su máxima extensión, abarcó aproximadamente 2 500 000 km², desde el río Ancasmayo (Colombia) en el norte hasta el río Maule (Chile) en el sur, limitando al oeste con el océano Pacífico y al este con la selva amazónica y el Gran Chaco.
El origen del Imperio se remonta a la victoria de Pachacútec sobre la confederación chanca en la batalla de Yahuarpampa, alrededor de 1438. Tras su victoria, Pachacútec reorganizó el curacazgo incaico e inició un proceso de continua expansión que continuaron su hijo el décimo inca Amaru Inca Yupanqui, su sucesor el undécimo inca Túpac Yupanqui, y finalmente del duodécimo inca Huayna Cápac, quien consolidó los territorios conquistados. Durante este período, la civilización inca alcanzó su mayor desarrollo en términos políticos, culturales y científicos, integrando y asimilando los conocimientos de los pueblos andinos sometidos.
El declive del imperio comenzó tras la muerte de Huayna Cápac, cuando se desató una guerra civil entre sus hijos: Huáscar, proclamado soberano en Cusco, y Atahualpa, comandante del ejército del norte. Simultáneamente, la llegada de enfermedades traídas por los europeos, como la viruela, diezmó severamente a la población y causó crisis de producción agrícola. En 1532, Atahualpa logró capturar a Huáscar, tras imponerse en la contienda, pero poco después fue apresado y ejecutado por los conquistadores españoles liderados por Francisco Pizarro. En 1533, los españoles coronaron a Túpac Hualpa como inca bajo su tutela, marcando el fin del Tahuantinsuyo como Estado soberano.
Tras la ejecución de Atahualpa, la resistencia indígena continuó. Los generales atahualpistas, Rumiñahui y Quizquiz, mantuvieron la lucha hasta 1534. En 1536, Manco Inca, sucesor de Túpac Hualpa, encabezó una rebelión que continuó en la región de Vilcabamba al fundar un Estado neoincaico. Este perduró hasta 1572, cuando fue capturado y decapitado Túpac Amaru I, el último inca rebelde. Por el lado del Cusco, el último noble nativo en llevar oficialmente el título de Inca fue Paullu Inca hasta su fallecimiento en 1549.
El sapa inca, considerado el «hijo del Sol» (Intip churin), era la máxima autoridad del imperio. Aunque los incas promovieron el culto al Sol o Inti, muchas formas locales de adoración, como el culto a la Pachamama, persistieron en el Tahuantinsuyo, especialmente a través de la veneración de las huacas (wakʼa) locales.

## Sistema económico
La economía inca es un tema de debate académico. Darrell E. La Lone, en su obra The Inca as a Nonmarket Economy, señaló que los estudiosos lo han descrito como «feudal, esclavista, socialista» así como "un sistema basado en la reciprocidad y la redistribución; un sistema con mercados". y el comercio; o un modo de producción asiático".
Para el etnohistoriador y antropólogo John Murra, el sistema económico incaico se basaba en una red de "complementariedades ecológicas", a través de las cuales una misma comunidad controla varios pisos ecológicos para el intercambio de productos. Este modo de producción denominado "control vertical de un máximo de pisos ecológicos", es explicado en su libro "Formaciones economicas y politicas del mundo andino", publicado en 1975.

### Antecedentes de la fundación del Imperio incaico

Durante el Horizonte Medio los huaris y tiahuanacotas predominaron la región, tras el declive de éstos, dio origen a varias sociedades centralistas, incluida la inca.

### Los orígenes míticos

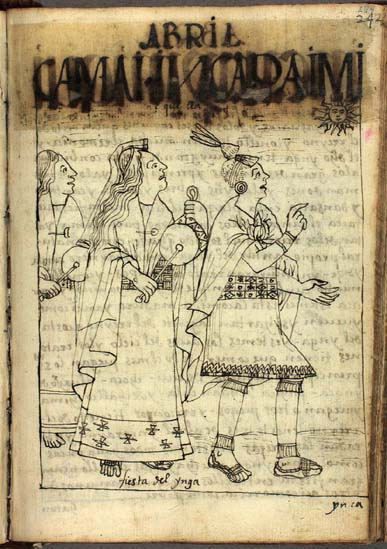
Manco Cápac y Mama Ocllo. Dibujo de Felipe Guamán Poma de Ayala en su Nueva crónica y buen gobierno (1615).

#### Gobierno de Manco Cápac

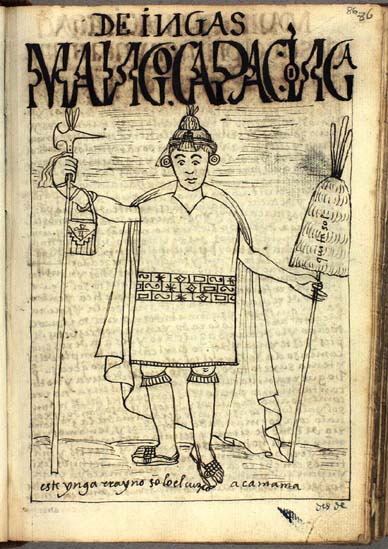
El primer inca: Manco Cápac.

#### Gobierno de Pachacútec

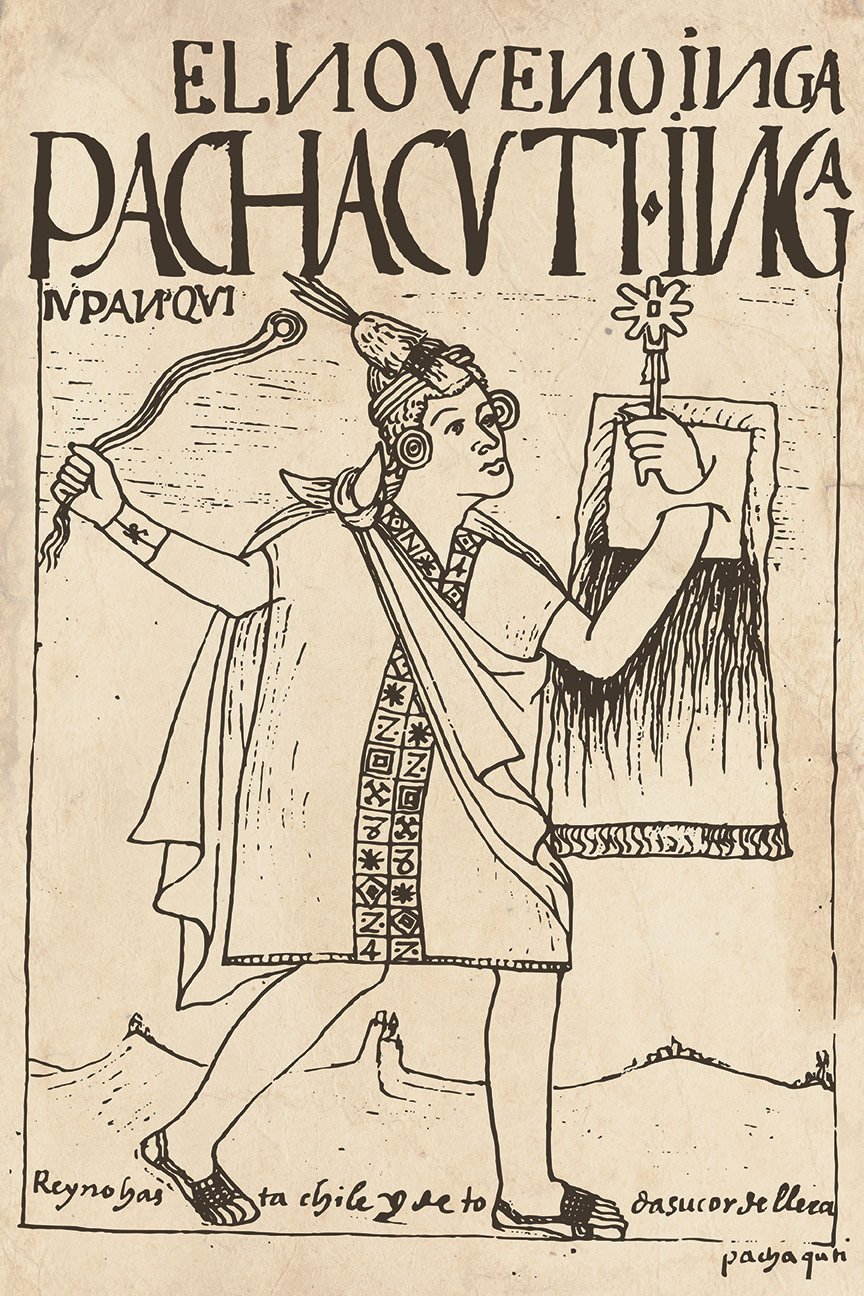
El noveno inca: Pachacuti o Pachacútec.

Territorios conquistados por Pachacútec.

#### Gobierno de Túpac Yupanqui

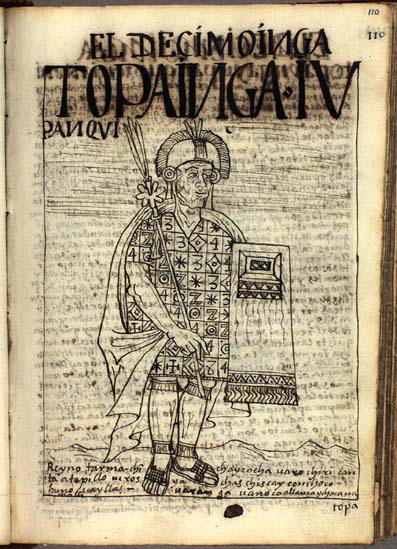
El décimo inca: Túpac Yupanqui o Tupa Yupanqui.

Territorios conquistados por Túpac Yupanqui.

#### Gobierno de Huayna Cápac

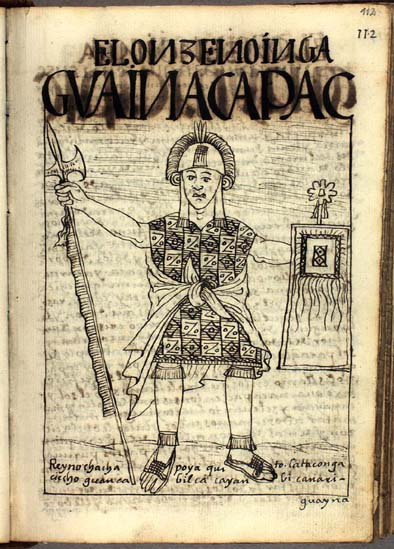
El undécimo inca: Huayna Cápac.

Máxima expansión del imperio al finalizar el gobierno de Huayna Cápac.

#### Crisis de sucesión

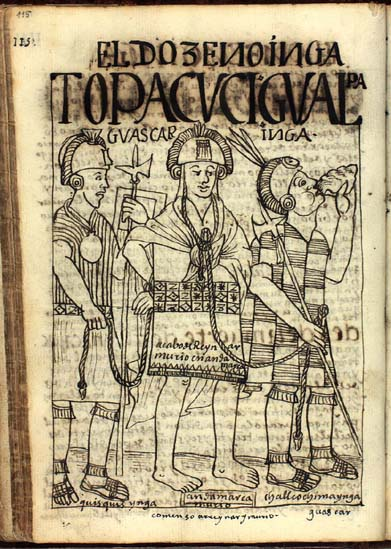
El duodécimo inca: Huáscar o Tupa Cusi Hualpa, su nombre regnal.

#### Gobierno de Atahualpa

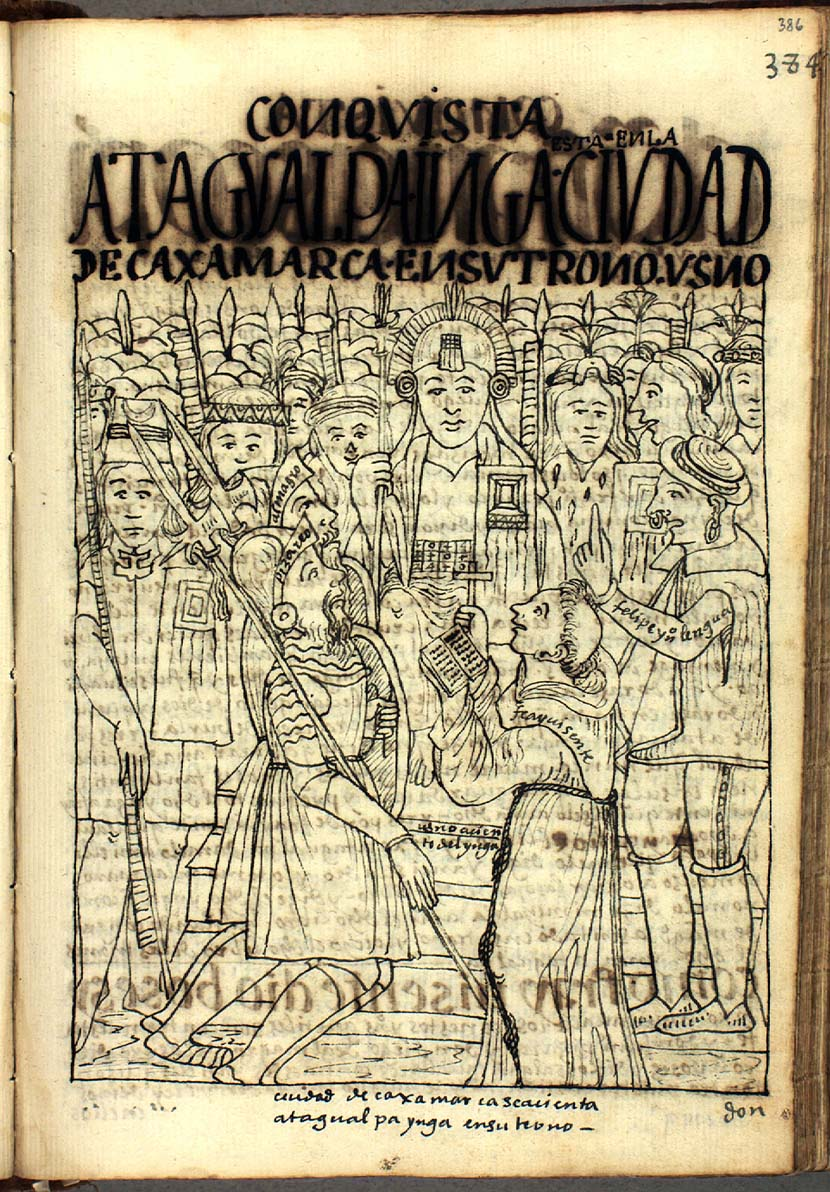
El decimotercer inca: Atahualpa. Delante de él están Francisco Pizarro y el padre Vicente de Valverde.

## Historia

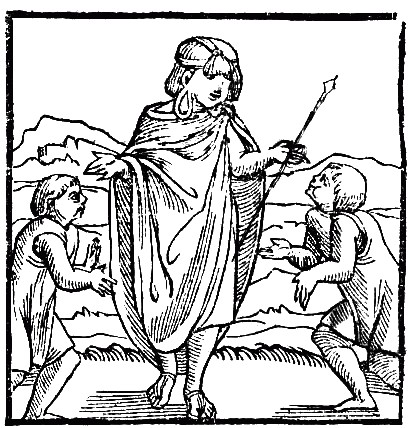
La primera imagen del inca en Europa, que se encuentra enCrónica del Perú (1553), por Pedro Cieza de León.

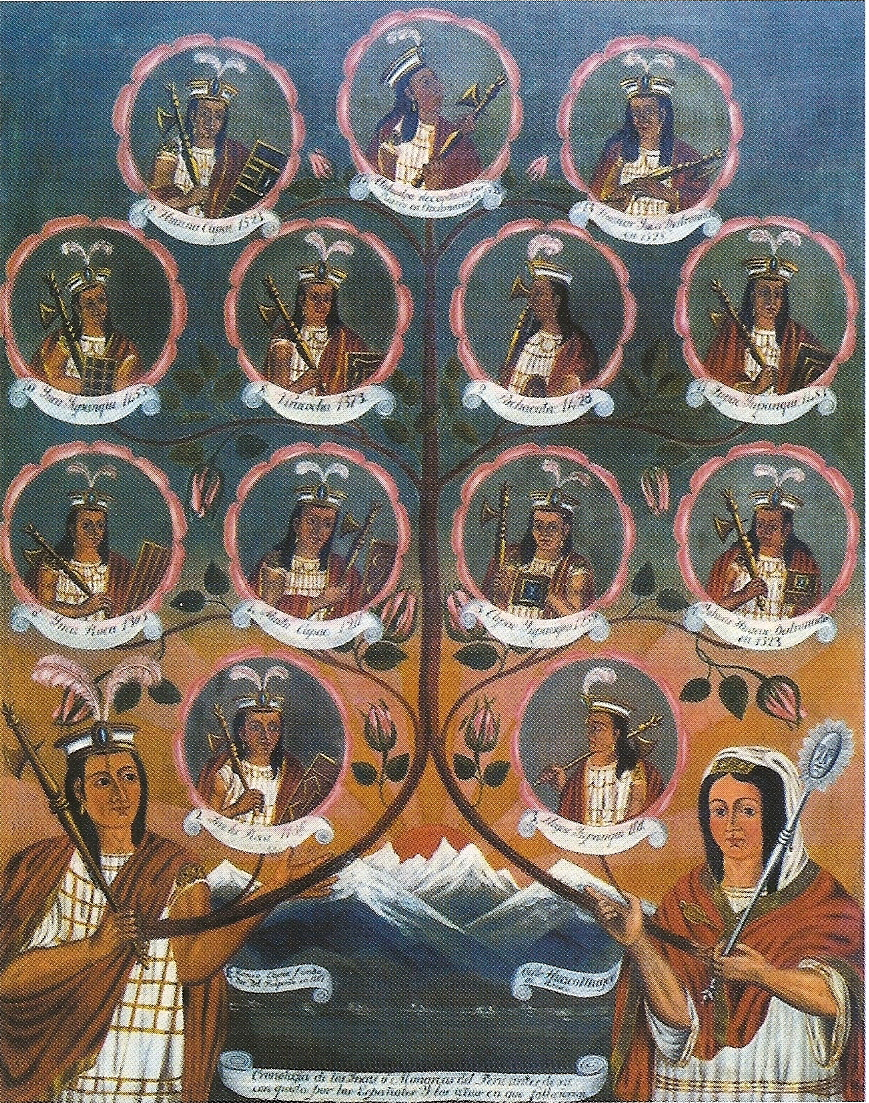
Sapa inkakuna, cuadro cuzqueño del con los linajes incas mentados por las crónicas coloniales y su relación con las reinas reales del Cuzco, que esconden tras de sí una compleja representación de la organización social incaica.